# Kabinett Hoover
Herbert Hoover, der 1928 zum Präsidenten der Vereinigten Staaten gewählt wurde, war einer der wenigen Amtsinhaber, die bereits zuvor als Minister einem US-Kabinett angehört hatten. Unter seinen Vorgänger Calvin Coolidge und Warren G. Harding diente er als Handelsminister. Bestimmt wurde seine Präsidentschaft von der durch die Weltwirtschaftskrise ausgelösten Great Depression. Diese trug entscheidend dazu bei, dass er die Präsidentschaftswahl 1932 gegen den Demokraten Franklin D. Roosevelt verlor.

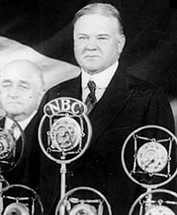
Herbert Hoover, 31. Präsident der Vereinigten Staaten

Hoover übernahm aus dem Kabinett Coolidge drei Minister: Außenminister Frank Billings Kellogg blieb bis zum 28. März 1929 im Amt, Finanzminister Andrew W. Mellon bis zum 12. Februar 1932 und Arbeitsminister James J. Davis bis zum 30. November 1930. Außenminister Henry L. Stimson war bereits von 1911 bis 1913 Kriegsminister im Kabinett Taft gewesen.
Während Hoovers vierjähriger Amtszeit gab es fünf Ministerwechsel. Kriegsminister James William Good starb am 18. November 1929, nur neun Monate nach seinem Amtsantritt.

## Mehrheit im Kongress
| Präsident                         | Präsident          | Kongress | Haus    | Haus    | Senat | Senat              | Gesamt | Gesamt             |
| --------------------------------- | ------------------ | -------- | ------- | ------- | ----- | ------------------ | ------ | ------------------ |
|                                   | Herbert Hoover (R) | 71.      |         | 270/435 |       | 56/96              |        | Unified government |
| 72.                               | Herbert Hoover (R) |          | 207/435 | 48/96   |       | Divided government |        |                    |
| Quelle: Repräsentantenhaus, Senat |                    |          |         |         |       |                    |        |                    |

## Das Kabinett
| Ressort / Amt                                   | Amtsinhaber             | Partei | Partei           | Zeitraum  | Bild |
| ----------------------------------------------- | ----------------------- | ------ | ---------------- | --------- | ---- |
| Präsident der Vereinigten Staaten               | Herbert Clark Hoover    |        | Republikaner (R) | 1929–1933 |      |
| Vizepräsident der Vereinigten Staaten           | Charles Curtis          |        | R                | 1929–1933 |      |
| Ministerämter                                   |                         |        |                  |           |      |
| Außenminister der Vereinigten Staaten           | Frank Billings Kellogg  |        | R                | 1929      |      |
| Außenminister der Vereinigten Staaten           | Henry Lewis Stimson     |        | R                | 1929–1933 |      |
| Finanzminister der Vereinigten Staaten          | Andrew William Mellon   |        | R                | 1929–1932 |      |
| Finanzminister der Vereinigten Staaten          | Ogden Livingston Mills  |        | R                | 1932–1933 |      |
| Kriegsminister der Vereinigten Staaten          | James William Good      |        | R                | 1929      |      |
| Kriegsminister der Vereinigten Staaten          | Patrick Jay Hurley      |        | R                | 1929–1933 |      |
| Marineminister der Vereinigten Staaten          | Charles Francis Adams   |        | R                | 1929–1933 |      |
| Justizminister der Vereinigten Staaten          | William DeWitt Mitchell |        | R                | 1929–1933 |      |
| Postminister der Vereinigten Staaten            | Walter Folger Brown     |        | R                | 1929–1933 |      |
| Innenminister der Vereinigten Staaten           | Ray Lyman Wilbur        |        | R                | 1929–1933 |      |
| Landwirtschaftsminister der Vereinigten Staaten | Arthur Mastick Hyde     |        | R                | 1929–1933 |      |
| Handelsminister der Vereinigten Staaten         | Robert Patterson Lamont |        | R                | 1929–1932 |      |
| Handelsminister der Vereinigten Staaten         | Roy Dikeman Chapin      |        | R                | 1932–1933 |      |
| Arbeitsminister der Vereinigten Staaten         | James John Davis        |        | R                | 1929–1930 |      |
| Arbeitsminister der Vereinigten Staaten         | William Nuckles Doak    |        | R                | 1930–1933 |      |
| Andere Mitglieder im Kabinettsrang              |                         |        |                  |           |      |
| Direktor des Office of Management and Budget    | Herbert Mayhew Lord     |        | R                | 1929      |      |
| Direktor des Office of Management and Budget    | James Clawson Roop      |        | R                | 1929–1933 |      |